# Pingdingxiang (sockenhuvudort i Kina, Jiangxi Sheng, lat 28,29, long 116,88)
Pingdingxiang är en sockenhuvudort i Kina. Den ligger i provinsen Jiangxi, i den sydöstra delen av landet, omkring 110 kilometer sydost om provinshuvudstaden Nanchang. Antalet invånare är 26 474. Befolkningen består av 12 437 kvinnor och 14 037 män. Barn under 15 år utgör 20,0 %, vuxna 15-64 år 71 %, och äldre över 65 år 8,0 %.
Runt Pingdingxiang är det tätbefolkat, med 308 invånare per kvadratkilometer. Närmaste större samhälle är Yingtan, 13,4 km sydost om Pingdingxiang. Trakten runt Pingdingxiang består till största delen av jordbruksmark.
Genomsnittlig årsnederbörd är 2 491 millimeter. Den regnigaste månaden är juni, med i genomsnitt 454 mm nederbörd, och den torraste är oktober, med 26 mm nederbörd.